# Langa de Duero
Langa de Duero település Spanyolországban, Soria tartományban. Langa de Duero La Vid y Barrios, Peñaranda de Duero, Brazacorta, Alcubilla de Avellaneda, San Esteban de Gormaz, Miño de San Esteban, Fuentecambrón, Languilla, Maderuelo és Castillejo de Robledo községekkel határos. Lakosainak száma 716 fő (2024).

## Népesség
A település népessége az elmúlt években az alábbi módon változott:
| Lakosok száma | 904  | 867  | 849  | 833  | 821  | 786  | 746  | 704  | 706  | 716  |
|               | 2001 | 2004 | 2007 | 2009 | 2012 | 2014 | 2017 | 2019 | 2022 | 2024 |